# Polysyncraton regulum
Polysyncraton regulum är en sjöpungsart som beskrevs av Kott 200. Polysyncraton regulum ingår i släktet Polysyncraton och familjen Didemnidae. Inga underarter finns listade i Catalogue of Life.